# Werneuchen
Werneuchen  est une ville de l'arrondissement de Barnim, dans le Land de Brandebourg, en Allemagne. Sa population s'élevait à environ 9 370 habitants en 2019.

## Géographie
Werneuchen se trouve à 26 km au nord-est du centre de Berlin et fait partie de la région métropolitaine de Berlin-Brandebourg.

## Démographie
- Évolution démographique dans les limites actuelles. -- Ligne bleue: Population; Ligne pointillé: Comparaison avec le développement de Brandebourg -- Fond gris: Période du régime nazie; Fond rouge: Période du régime communiste
- Évolution recente (ligne bleue) et prévisions sur l'effectif de résidents

| Année | Population |
| ----- | ---------- |
| 1875  | 3 997      |
| 1890  | 4 433      |
| 1910  | 5 200      |
| 1925  | 5 574      |
| 1933  | 6 029      |
| 1939  | 7 224      |
| 1946  | 7 722      |
| 1950  | 8 248      |
| 1964  | 7 292      |
| 1971  | 7 733      |

| Année | Population |
| ----- | ---------- |
| 1981  | 7 081      |
| 1985  | 6 920      |
| 1989  | 6 507      |
| 1990  | 6 376      |
| 1991  | 6 235      |
| 1992  | 6 150      |
| 1993  | 6 186      |
| 1994  | 6 200      |
| 1995  | 6 413      |
| 1996  | 6 634      |

| Année | Population |
| ----- | ---------- |
| 1997  | 6 666      |
| 1998  | 6 837      |
| 1999  | 6 936      |
| 2000  | 7 152      |
| 2001  | 7 278      |
| 2002  | 7 389      |
| 2003  | 7 578      |
| 2004  | 7 774      |
| 2005  | 7 799      |
| 2006  | 7 847      |

| Année | Population |
| ----- | ---------- |
| 2007  | 7 902      |
| 2008  | 7 957      |
| 2009  | 7 943      |
| 2010  | 7 920      |
| 2011  | 7 908      |
| 2012  | 8 026      |
| 2013  | 8 096      |
| 2014  | 8 197      |
| 2015  | 8 321      |
| 2016  | 8 584      |

| Année | Population |
| ----- | ---------- |
| 2017  | 8 829      |
| 2018  | 8 994      |
| 2019  | 9 162      |
| 2020  | 9 226      |

## Jumelages
- Dziwnów (Pologne) depuis 1996
- Ustronie Morskie (Pologne) depuis 1998